# Голубинский, Владимир Петрович
Владимир Петрович Голубинский (12 марта 1962, Череповец, Вологодская область — 28 октября 2023, Череповец, Вологодская область) — советский и российский футболист, полузащитник, защитник, российский тренер.

## Биография
Отец был тренером по борьбе, работал врачом по лечебной физкультуре. Мать преподавала математику и домоводство в школе.
Начинал заниматься футболом в пионерском клубе «Спутник» (Череповец), тренер Юрий Александрович Бурмистров. Победитель первенства города и области, в 14 лет стал капитаном команды. В 1973 году в возрасте 11 лет перешёл в футбольную секцию «Металлурга» к Виктору Николаевичу Репутацкому. Также занимался баскетболом, волейболом, был вратарём в хоккее с шайбой.
Осенью 1979 года сыграл шесть матчей в «Строителе», дебютировавшем в первенстве второй лиги. Статистической информации об играх Голубинского в «Строителе» в 1980 году нет. В 1982—1983 годах сыграл за команду 25 матчей, забил один гол. В 1983 году выступал за череповецкий «Металлург» в первой группе чемпионата Вологодской области. В 1985 году сыграл за «Строитель» четыре матча, в 1985 — 16 (2 гола), в 1986 провёл 26 игр, забил один гол, но они были аннулированы в связи со снятием команды с первенства. Стал работать детским тренером, но 1987 год отыграл в костромском «Спартаке». В 1988 году вернулся в Череповец и в составе возрождённой команды под названием «Химик» занял третье место в зоне «Северо-Запад» чемпионата КФК. Команды, занявшие первые два места отказались от повышения, и «Химик» вышел во вторую лигу. Голубинский в составе команды, в 1991 году переименованной в «Булат», играл в низших лигах до 1996 года — 220 матчей, 9 голов.
Дважды — после снятия «Строителя» и в начале 1990-х — приглашался в вологодское «Динамо».
Окончил Череповецкий государственный университет по специальности «Физическая культура», Высшую школу тренеров (2005).
В 1995 году работал президентом ФК «Булат». 3,5 года был тренером второго состава ФК «Шексна» и в 2007 году и по предложению директора клуба стал главным тренером команды, с которой работал до сезона 2011/12. В сезонах 2012/13 — 2013/14 — главный тренер команды «Аист» Череповец. С сезона 2013/14 — главный тренер ФК «Череповец» («Череповец — СШ „Витязь“», «Череповец — СШОР „Витязь“»).
Призёр ветеранских соревнований.

### Семья
По состоянию на 2012 год — жена Светлана, сыновья Денис (закончил факультет физкультуры Череповецкого государственного университета), Евгений, дочери Василиса, Лилия.

### Смерть
Скончался 28 октября 2023 года в Череповце на 62-м году жизни.

## Достижения тренера
Личные
- Лучший тренер МФФ «Золотое кольцо» — 2015, 2017, 2019.

Командные

«Шексна» (зона «Запад» второго дивизиона):
- место — 2007.
- место — 2008.

ФК «Череповец» (МФФ «Золотое кольцо» третьего дивизиона):
- место — 2017, 2019.
- место — 2016.
- место — 2015, 2018.
- Обладатель Кубка МФФ «Золотое кольцо» — 2016, 2017, 2018, 2019.
- место в финале Кубка России — 2018[6].